# Zentrum für Südosteuropastudien
Das Zentrum für Südosteuropastudien ist eine überfakultäre Einrichtung an der Universität Graz. Das Zentrum wurde 2008 eingerichtet, um den universitätsweiten Schwerpunkt Südosteuropa zu stärken.

## Geschichte
An der Universität Graz bestehen seit Jahrzehnten enge Beziehungen zu Südosteuropa und Forschung über die Region. Insbesondere in der Slawistik und der Geschichte wird zu Südosteuropa geforscht. Zudem haben die Rechtswissenschaften nach 1990 die Reform der Rechtssysteme Südosteuropas unterstützt. 2000 wurde Südosteuropa als Universitätsschwerpunkt bestimmt und 2008 wurde das Kompetenzzentrum Südosteuropa (seit 2012 Zentrum für Südosteuropastudien) gegründet.

## Studiengänge
Das Zentrum ist an dem Joint Degree Masterstudiengang in Southeast European Studies beteiligt. Der Studiengang wird in Kooperation mit den Universitäten Zagreb, Belgrad und Skopje durchgeführt. Außerdem ist das Zentrum am Joint PhD Programme in Diversity Management and Governance beteiligt. Partner sind die Universität Bologna, die Universität Primorska und die Neue Bulgarische Universität.

## Kooperationen
Das Zentrum kooperiert mit zahlreichen Universitäten und Forschungseinrichtungen, u. a. mit folgenden Universitäten

- Universität Zagreb
- Universität Belgrad
- Universität Skopje
- Universität Primorska
- Universität Bologna
- Neue Bulgarische Universität

## Publikationen
Die Redaktion der Zeitschrift Nationalities Papers ist im Zentrum angesiedelt. Außerdem veröffentlicht das Zentrum eine Working-Paper-Reihe und die Buchreihe Southeast European Studies.